# Терлаго
Терлаго (итал. Terlago) је насеље у Италији у округу Тренто, региону Трентино-Јужни Тирол.
Према процени из 2011. у насељу је живело 838 становника. Насеље се налази на надморској висини од 460 м.

## Становништво
Према резултатима пописа становништва 2011. у општини је живело 1.883 становника.
| 1931. | 1936. | 1951. | 1961. | 1971. | 1981. | 1991. | 2001. | 2011. |
| ----- | ----- | ----- | ----- | ----- | ----- | ----- | ----- | ----- |
| 1.288 | 1.201 | 1.269 | 1.242 | 1.270 | 1.308 | 1.352 | 1.455 | 1.883 |